# Salix lutea
Salix lutea — вид квіткових рослин із родини вербових (Salicaceae).

## Морфологічна характеристика
Це кущ 3–7 метрів заввишки. Гілки жовто-сірі, жовто-бурі або сіро-бурі, голі; гілочки червоно-коричневі або коричневі, голі або волохаті. Листки ніжки 4–19 мм; найбільша листкова пластина вузькоеліптична, еліптична, ланцетна чи вузько зворотноланцетна, 42–90 × 8–32 мм, краї плоскі, цільні, зубчасті, пилчасті чи звивисті, верхівка від загостреної до гострої, абаксіальна (низ) поверхня сиза, гола, волосиста або рідко-довго-шовковиста, абаксіально тьмяні або злегка блискучі, голі, волосисті, рідко довго-шовковисті, особливо середня жилка. Суцвіття — сережка до 4–5 см завдовжки. Коробочка 3–5 мм. 2n = 38.

## Середовище проживання
Ростуть у США: Аризона, Каліфорнія, Колорадо, Айдахо, Монтана, Невада, Орегон, Юта, Вайомінг. Населяє береги струмків, луки, схили пагорбів, балки, піщано-глинисті, піщані або кам'янисті субстрати; 600–3100 метрів.

## Використання
Кора, гілки, листя, листові бруньки та квіткові бруньки всіх видів Salix містять фенольні глікозиди, зокрема саліцин і салікортин. Кількість цих сполук може сильно відрізнятися між видами і навіть у географічних расах одного виду. Смак — це простий тест для визначення рівня цих сполук — чим гіркіший смак, тим більше сполук він містить. Саліцин має кілька цінних лікувальних властивостей. Зокрема, це ефективний протизапальний і болезаспокійливий засіб, а також цінний жарознижувальний засіб.
Цей вид має інтенсивне зростання та розгалужену кореневу систему, і його можна використовувати для відновлення рослинності порушених прибережних територій. Живці швидко відростають і стабілізують порушений алювій, дозволяючи іншим рослинам прижитися.
Стебла використовували для виготовлення кошиків.